# Pop punk

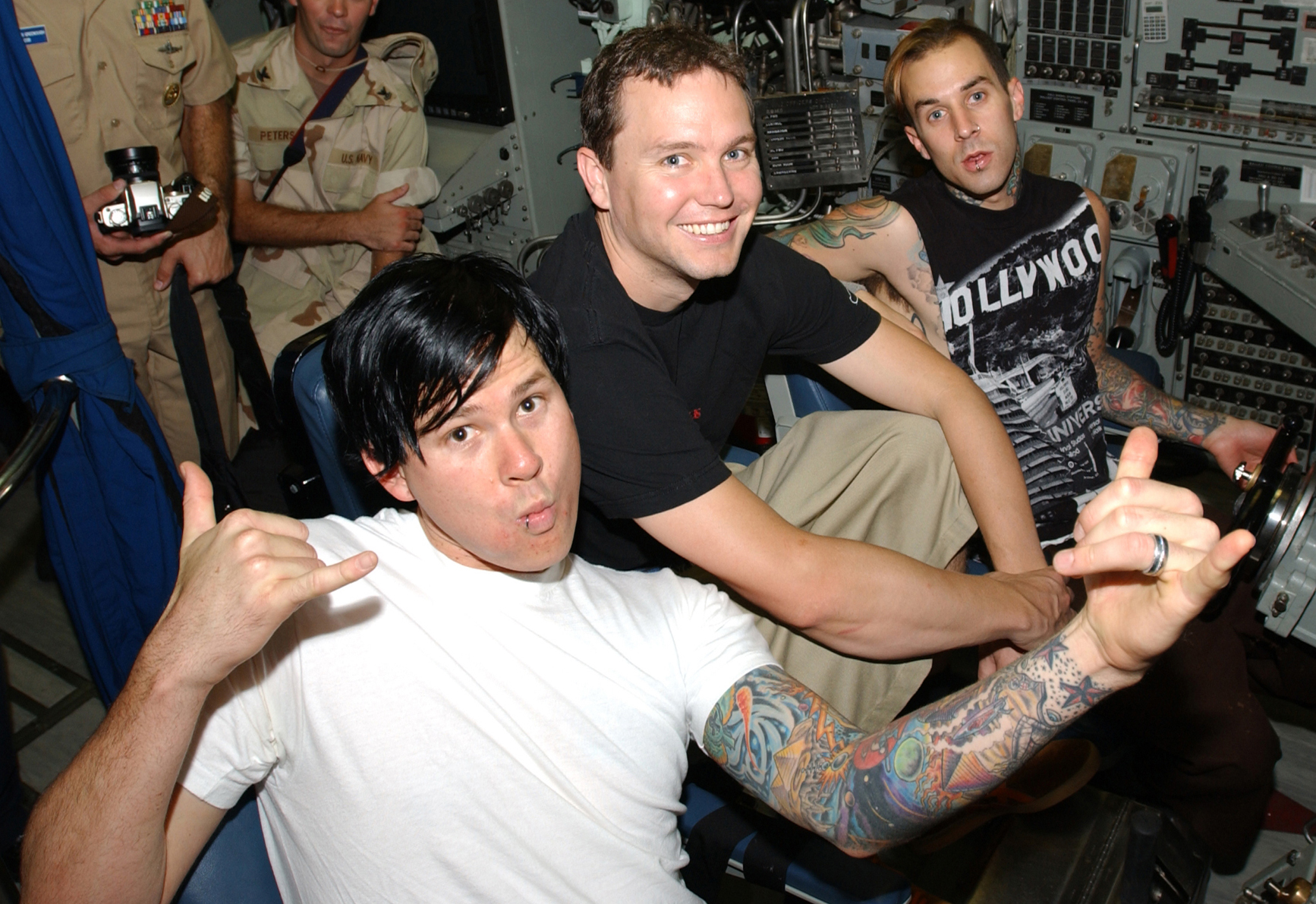
blink-182, una de les bandes pioneres del gènere.

El pop punk sorgeix de la fusió del punk rock i el pop rock, resultant un subgènere de punk melòdic. S'ha d'esmentar que el pop punk no posseeix la mateixa estètica que el punk rock, ja que, aquest no fa pràctiques anarquistes i les seves lletres no parlen de política, sinó de temes més lligats a l'adolescència.
En anglès s'utilitza molt el terme pop punk, abreviatura de "popular punk"; és a dir, música punk que deixa l'essència del punk i la seva actitud, i es popularitza en un àmbit més obert, i a un ampli sector de públic (al panorama Rock i també al Pop).
El pop punk també és considerat una icona de pel·lícules juvenils, com la banda sonora de pel·lícules com American Pie: La Revenja de Max i sèries com Malcolm.
Cal destacar, que el pop punk, ara s'apropa més al pop que al punk, però fa pocs anys s'apropava més al punk rock, amb bandes com Simple Plan, Green Day o blink-182.